# Premio Adamson
Los premios Adamson son un premio sueco otorgado a caricaturistas destacados, llevan el nombre de la famosa tira cómica sueca "Adamson" (Sam silencioso). Hay dos categorías de premios: dibujante internacional y sueco.
Son presentados por la Swedish Academy of Comic ArtAcademia Sueca de Arte del Cómic (SACA) desde 1965. Ha habido años en esa época en los que no se entregó ningún premio o sólo uno de los dos premios.

## Mejor Dibujante Internacional de Cómic
- 1965 – Chester Gould, Estados Unidos; Dick Tracy
- 1966 – Harvey Kurtzman, Estados Unidos; Djungelboken; skapare av Mad (El libro de la selva; creador de Mad )
- 1967 – Charles M. Schulz, Estados Unidos; Snobben (cacahuetes)
- 1968 – Jean-Claude Forest, Francia; barbarella
- 1969 – Harold R. Foster, Estados Unidos; Prins Valiant (Príncipe Valiente)
- 1970 – Robert Crumb, Estados Unidos; El gato Fritz, etc.
- 1971 – Hergé (Georges Remi), Bélgica; Las aventuras de Tintin
- 1972 – Guido Crepax, Italia; Valentina, etcétera.
- 1974 – René Goscinny, Francia; Astérix, Lucky Luke, etc.
- 1975 – Mort Walker, Estados Unidos; "Knasen" (Beetle Bailey) y la serie Sams (Sam's Strip ), etc.
- 1976 – John Hart, Estados Unidos; antes de Cristo
- 1977 – Lee Falk, Estados Unidos; Mandrake y Fantomen (Mandrake y El Fantasma)
- 1979 – Moebius (Jean Giraud), Francia; Arándano, etcétera.
- 1980 – André F''ranking'', Bélgica; Spirou y Fantasio y Gastón
- 1981 - Gérard Lauzier, Francia; Sånt är livet (Tramos de vida ), etc.
- 1983 - Caza (Philippe Cazaumayou), Francia; Mardrömmarnas stad (Escenas de la vida de banlieue ), etc.
- 1985 (Celebración del vigésimo aniversario de la Academia Sueca de Arte del Cómic) (empate):
  - Brant Parker, Estados Unidos; Trollkarlen de Id (El mago de Id );
  - Jerry Dumas, Estados Unidos; Sams serie y Sam och Silo (Sam's Strip y Sam and Silo)
  - Sergio Aragonés; EE.UU; Groo, etc.;
  - Burne Hogarth, Estados Unidos; Tarzán;
  - Jerry Siegel, Estados Unidos; Superhombre
- 1986 – Jacques Tardi, Francia; Adéle Blanc-Sec, etc.
- 1987 – Claire Bretécher, Francia; De frustrerade (Frustrés)
- 1988 – Art Spiegelman, Estados Unidos; Maus
- 1989 – (empate):
  - Bud Grace, Estados Unidos; ernie
  - Don Martín, Estados Unidos; tiras de Mad
- 1990 – Frank Miller, Estados Unidos; recreación de batman y daredevil
- 1991 – Bill Watterson, Estados Unidos; Kalle y Hobbe (Calvin y Hobbes)
- 1992 – Bill Sienkiewicz, Estados Unidos; Daredevil y experimentos gráficos
- 1993 – Neil Gaiman, Inglaterra; El hombre de arena, etc.
- 1994 – Scott McCloud, Estados Unidos; Entendiendo los cómics
- 1995 – Scott Adams, Estados Unidos; Herbert y Herbert (Dilbert)
- 1996 – Jeff Smith, Estados Unidos; Hueso
- 1997 – Patrick McDonnell, Estados Unidos; Morrgan och Klös (Mutts)
- 1998 – Don Rosa, Estados Unidos; (Pato Donald)
- 1999 – Enki Bilal, Francia; (Níkopol)
- 2000 – Alan Moore, Inglaterra; (Vigilantes, Tom Strong)
- 2001 – Jim Meddick, Estados Unidos; (Robotman/Monty)
- 2002 – empate:
  - Daniel Clowes, Estados Unidos; (Mundo fantasma)
  - Jerry Scott, Estados Unidos; Melancolía posparto, Nancy, acné
- 2003 – Chris Ware, Estados Unidos; (Jimmy Corrigan, el niño más inteligente del mundo, Biblioteca de novedades de Acme)
- 2004 – Joe Sacco, Estados Unidos; (Palestina)
- 2005 – Jim Borgman, Estados Unidos; (Espinillas)
- 2006 – Frode Øverli, Noruega; (Pondus)
- 2007 – Garry Trudeau, Estados Unidos; Doonesbury
- 2008 – Charles Burns, Estados Unidos; Agujero negro
- 2009 – Jean Van Hamme, Philippe Francq, Bélgica; Cabrestante Largo
- 2010 – Peter Madsen, Dinamarca
- 2011 – Bill Willingham, Estados Unidos;
- 2012 – Terry Moore[1]
- 2013 – Alejandro Jodorowsky[2]
- 2014 – Pierre Christin, Jean-Claude Mézières[3]
- 2015 – Sussi Bech, Marjane Satrapi
- 2016 – David Mazzucchelli[4]

## Mejor dibujante sueco de historietas [o cómics]
- 1965 – Rudolf Petersson; 91:un
- 1966 – Elov Persson; Kronblom y sv
- 1967 – Rit-Ola (Jan-Erik Garland); Biffen y Bananen
- 1968 – Jan Loöf; Félix
- 1969 – Rune Andreasson; Bamse
- 1970 – Torvaldo Gahlin; Klotjohan y Fredrik
- 1971 – Torsten Bjarre; Flygsoldat 113 Bom
- 1972 – Rolf Gohs; Mística 2:an
- 1975 – Nils Egerbrandt; Olli y 91:an
- 1976 – Gösta Gummesson; Åsa-Nisse
- 1981 – Gunnar Persson; Kronblom
- 1983 – Ulf Lundkvist; Mannen med den långa håriga näsan in ETC
- 1986 – Joakim Pirinen; Socker-Conny, etc.
- 1987 – Gunna Grähs; Evert y Tyra
- 1988 – Lars Hillersberg; 50 cuentos
- 1990 – Leif Zetterling; Nils Holgersson piloto igen
- 1991 – Lena Ackebo; tiras en la publicación Galago
- 1992 – Joakim Lindengren; tiras en las publicaciones Galago y Pyton
- 1993 – Charlie Christensen; Arne Anka
- 1994 – Gunnar Lundkvist; Klas Katt y Olle Ångest, etc.
- 1995 – Max Andersson; el volumen Vakuumneger, etc.
- 1996 – Jan Romare; Pyton, Himlens Änglar, Ugglan Urban, etc.
- 1997 – Jan Berglin
- 1998 – Mats Källblad
- 1999 – Patrik Norrman
- 2000 – Mónica Hellström; "Ärligt talat"
- 2001 – Claes Reimerthi y Hans Lindahl; Fantomen (El Fantasma)
- 2002 – Lars Mortimer; "Hälge"
- 2003 – Martín Kellerman; "Rocoso"
- 2004 – Tony Cronstam
- 2005 – David Nessle
- 2006 – Johan Wanloo
- 2007 – Nina Hemmingsson
- 2008 – Sven-Bertil Bärnarp
- 2009 – Ola Skogäng
- 2010 – Anneli Furmark
- 2011 – Kim W. Andersson, Lina Neidestam
- 2012 – Jonas Darnell, Liv Strömquist[1]
- 2013 – Sara Granér[2]
- 2014 – Daniel Ahlgren[3]
- 2015 – Peter Bergting, Malin Biller
- 2016 – Knut Larsson, Ellen Ekman[4]

## Golden Adamson (por los logros de toda una vida en el medio cómico)
- 1986 – Lee Falk, Estados Unidos; ( El Fantasma, Mandrágora la Maga )
- 1988 – Mort Walker, Estados Unidos; ( Escarabajo Bailey, Hola y Lois )
- 1990 – Carl Barks, Estados Unidos; (Pato Donald)
- 1992 – Stan Lee, Estados Unidos; ( Los Cuatro Fantásticos, Spider-Man, Hulk )
- 1997 – Marten Toonder, Países Bajos; ( Tom Poes )
- 1998 – Will Eisner, Estados Unidos; ( El Espíritu, varias novelas gráficas)